# Reserl Sem
Reserl Sem (* 30. November 1953 in Tann als Reserl Fürstberger) ist eine bayerische Politikerin (CSU). Sie war Abgeordnete des Bayerischen Landtags in der Zeit von 2003 bis 2018 für den Stimmkreis Rottal-Inn.
Sie ist römisch-katholisch, verheiratet mit Erich Sem und Mutter von zwei erwachsenen Töchtern.

## Ausbildung und Beruf
1975 schloss sie ihre Ausbildung als staatlich anerkannte Erzieherin ab und arbeitete bis 1979 an einer Tagesheimschule in München. Nach einer Familienauszeit war sie 1996–2003 als Erzieherin in der Johannes-Still-Schule Eggenfelden tätig.

## Abgeordnete
Seit 2003 war Reserl Sem Abgeordnete des Bayerischen Landtags für den Stimmkreis Rottal-Inn (Wahlkreis Niederbayern) Damals erhielt sie 65,9 % der Stimmen, 2008 wurde sie mit 49,2 % wiedergewählt. Im Jahr 2013 errang sie erneut das Direktmandat im Stimmkreis mit 59,1 %.
Nach ihrem Einzug in den Bayerischen Landtag wurde Sem Mitglied des Ausschusses für Soziales, Familie und Arbeit. Von April 2011 bis 2013 war sie stellvertretende Vorsitzende der CSU-Landtagsfraktion.
Im November 2016 erklärte sie, für den neuen Landtag nicht mehr kandidieren zu wollen.

## Parteiämter
Reserl Sem ist seit 1988 Mitglied der CSU und war dort in vielen Vorstandsämtern aktiv. So ist sie seit 1990 Kreisrätin und war in der Zeit von 2001 bis 2017 CSU-Kreisvorsitzende im Landkreis Rottal-Inn. Von 2009 bis 2017 war sie zudem Bezirksvorsitzende der CSU.
Auch in den Verbänden und Arbeitsgruppen der Union ist Reserl Sem tätig, so war sie z. B. von 2009 bis 2015 Bezirksvorsitzende der Frauen Union Niederbayern.

## Ehrungen
- Bayerische Verfassungsmedaille in Silber[2]
- Goldener Ehrenring der Stadt Pfarrkirchen[2]

## Sonstige Ämter
- Mitglied im Diözesanrat der Katholiken im Bistum Passau seit 2006.
- Vorsitzende der „Freunde und Förderer des Unternehmergymnasiums Bayern e.V.“ seit 2007.
- Vorsitzende des Fördervereins „Denkmal der Heimatvertriebenen am Rahmenberg“ seit 2008.